# HAB Uライン
『HAB Uライン』（エイチエービー ユーライン）は、北陸朝日放送で4年間に生放送された平日夕方6時台の石川県向けローカルワイドニュース番組第1作である（=ステーションEYEの石川県ローカルパート）。

## 番組概要
- 1991年9月24日のサービス放送開始から1995年9月29日まで4年間にわたって放映した同局最初の平日夕方ニュース番組。

- 初期は18:50までの放送。18:50からはテレビ朝日制作のミニ番組などを放送していた。

- 開局前のサービス放送期間中（9月24日から9月30日まで）として番組開始、テレビ朝日の全国ネットワークニュース「ANN STATION EYE → ステーションEYE ANN」の後で夕方6時30分からスタートするが、石川県内及び北陸地方3県（富山県・石川県・福井県）のニュースと明日の天気予報をそれぞれ放映する。

- 土曜日・日曜日はHABからの週末夕方ニュース番組タイトル表記されなかったが、「ANN 530ステーション（9月28日と9月29日の開局前、10月5日から1993年3月28日まで） → ステーションEYE ANN」の後半をローカルニュースに放送していた。

- そして、1995年10月2日から1998年3月27日までは「HABワイドステーション」となって、「ステーションEYE ANN → スーパーJチャンネル（全国パート）」も内包した。

- これ以降、18時台は関東ローカル枠となっていたが、25年半後の2021年3月29日から再び配置された。

## 放送時間
| 期間      | 期間      | 放送時間（JST）        |
| 期間      | 期間      | 月曜日 - 金曜日        |
| --------- | --------- | ---------------------- |
| 1991.9.24 | 1993.5.28 | 18:30 - 18:50 （20分） |
| 1993.5.31 | 1995.9.29 | 18:30 - 18:55 （25分） |

## 歴代キャスター
- 黒崎正己
- 大熊砂絵子
- 牧野慎二
- 深田みどり（現:フリーアナウンサー）
- 中本圭一
- 金子美奈
- 奥山和美